# Original design manufacturer
Een Original design manufacturer, afkorting ODM, is een bedrijf dat producten produceert in opdracht van een merk. De term is vooral in gebruik binnen de computerindustrie.
Een voorbeeld hiervan is de wereldwijde productie van laptops, een marktonderzoek van iSuppli van 2006 laat zien dat 82,6% van alle laptops geproduceerd worden in Taiwan, door bedrijven die laptops niet onder eigen merk aan de eindgebruikers aanbieden. In het lijstje hieronder de top 10 ODM's en hun marktaandeel.
1. Quanta Computers 28,7% (HQ:Taiwan)
2. Compal Electronics 18,2% (HQ:Taiwan)
3. Wistron 9,2% (HQ:Taiwan)
4. Asustek 6,9% (HQ:Taiwan)
5. Inventec 4,9% (HQ:Taiwan)
6. Uniwill 3,1% (HQ:Taiwan)
7. Mitac 	2,0% (HQ:Taiwan)
8. Foxconn 	1,5% (HQ:Taiwan)
9. Samsung 	1,5% (HQ:Zuid-Korea)
10. Arima 	1,5% (HQ:Taiwan)

(Bron: iSuppli)